# Aktivní optika

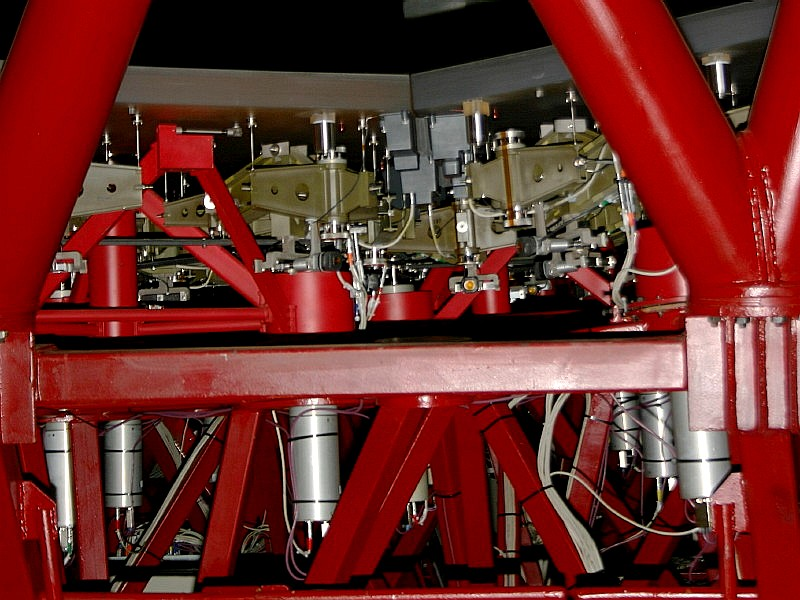
Prvky aktivní optiky podpírají hlavní zrcadlo (nahoře) v Gran Telescopio Canarias na Kanárských ostrovech

Aktivní optika je technologie, která u zrcadlových teleskopů koriguje deformace hlavního zrcadla způsobeného vnějšími vlivy, jako je vítr, teplota či mechanické napětí (způsobené hlavně náklonem zrcadla). Byla vyvinuta v osmdesátých letech 20. století. Aktivně formuje zrcadlo dalekohledu, aby se zabránilo deformaci výsledného obrazu.
Tuto metodu používá, kromě jiných, také Nordic Optical Telescope, New Technology Telescope, Telescopio Nazionale Galileo a Keckovy dalekohledy, stejně jako všechny největší dalekohledy postavené od začátku 21. století. Bez aktivní optiky by nebyla možná konstrukce 8metrových a větších dalekohledů, ať s monolitickým nebo segmentovaným zrcadlem.
Aktivní optika je systém, který reaguje na pomalu působící změny (v řádu sekund a delších). Naproti tomu známější adaptivní optika je systém, který koriguje zobrazovací chyby způsobené především chvěním zemské atmosféry. Oproti aktivní optice upravuje tvar zrcadla mnohem rychleji – až tisíckrát za sekundu.